# Wacław Filipowicz
Wacław Tadeusz Filipowicz (ur. 26 marca 1919 w Sankt Petersburgu, zm. 6 czerwca 2011 w Łodzi) – polski inżynier i rzeczoznawca budowlany, wykładowca na Politechnice Łódzkiej.

## Kariera zawodowa
W 1936 rozpoczął studia na Politechnice Warszawskiej, które przerwał wybuch II Wojny Światowej. Aresztowany przez okupanta kilka miesięcy był więźniem KL Dachau. Od 1946 kontynuował przerwane studia, które ukończył w 1948 otrzymując dyplom magistra inżyniera budownictwa lądowego. W latach 1948–1949 był inspektorem nadzoru budowlanego na budowach obiektów sanatoryjnych. Od 1950 rozpoczął prace projektanta konstrukcji w łódzkim Biurze Projektów „Miastoprojekt – Łódź”. Podczas pracy zawodowej był autorem konstrukcji m.in. przędzalni cienkoprzędnej w Łódzkich Zakładach Przemysłu Bawełnianego im. Obrońców Pokoju „Uniontex” (dawna fabryka Scheiblera i Grohmana), hal Centralnych Magazynów Importowych „Textilimport”, iglicy Muzeum na Radogoszczu. Ponadto nadzorował budowę hali sportowej oraz koordynował budowę Teatru Wielkiego w Łodzi. Gdy spłonęła łódzka katedra Wacław Filipowicz był współautorem projektu zabezpieczenia i odbudowy obiektu. Nadzorował również budowę kościoła w Zduńskiej Woli a w późniejszych latach również budowy obiektów sakralnych w Łodzi. Poza pracą projektanta i konstruktora działał w Polskim Związku Inżynierów i Techników Budownictwa jako wiceprzewodniczący (1963-1981), rzeczoznawca, egzaminator, sędzia kolegialny oraz członek Komisji Nauki. Za zaangażowanie otrzymał w 1984 tytuł honorowego członka PZIiTB.

## Praca naukowa
Od 1956 przez jedenaście lat był adiunktem i starszym wykładowcą w Zakładzie Budownictwa Ogólnego na Wydziale Budownictwa Lądowego Politechniki Łódzkiej.

## Odznaczenia i nagrody
Osiągnięcia zawodowe i społeczne nie pozostały niezauważone, Wacław Tadeusz Filipowicz został odznaczony Krzyżem Kawalerskim i Krzyżem Oficerskim Orderu Odrodzenia Polski. Ponadto był wielokrotnie nagradzany odznaczeniami resortowymi, stowarzyszeniowymi i regionalnymi PZITB, PIIB i NOT.